# Грінфілд (Огайо)
Грінфілд (англ. Greenfield) — селище (англ. village) в США, в округах Гайленд і Росс штату Огайо. Населення — 4339 осіб (2020).

## Географія
Грінфілд розташований за координатами 39°21′13″ пн. ш. 83°23′18″ зх. д. / 39.35361° пн. ш. 83.38833° зх. д. (39.353644, -83.388399).  За даними Бюро перепису населення США в 2010 році селище мало площу 5,34 км², уся площа — суходіл.

## Демографія
Згідно з переписом 2010 року, у місті мешкало 4639 осіб у 1829 домогосподарствах у складі 1148 родин. Густота населення становила 869 осіб/км².  Було 2141 помешкання (401/км²).
Расовий склад населення:
| - 95,9 % — білих - 1,7 % — чорних або афроамериканців - 0,2 % — азіатів - 0,1 % — корінних американців |

До двох чи більше рас належало 1,7 %. Частка іспаномовних становила 0,8 % від усіх жителів.
За віковим діапазоном населення розподілялося таким чином: 25,9 % — особи молодші 18 років, 58,3 % — особи у віці 18—64 років, 15,8 % — особи у віці 65 років та старші. Медіана віку мешканця становила 37,1 року. На 100 осіб жіночої статі у місті припадало 90,4 чоловіків;  на 100 жінок у віці від 18 років та старших — 84,9 чоловіків також старших 18 років.
Середній дохід на одне домашнє господарство  становив 32 346 доларів США (медіана — 24 720), а середній дохід на одну сім'ю — 36 777 доларів (медіана — 32 976). Медіана доходів становила 34 899 доларів для чоловіків та 25 388 доларів для жінок. За межею бідності перебувало 34,2 % осіб, у тому числі 46,3 % дітей у віці до 18 років та 17,7 % осіб у віці 65 років та старших.
Цивільне працевлаштоване населення становило 1505 осіб. Основні галузі зайнятості: виробництво — 30,4 %, роздрібна торгівля — 19,3 %, освіта, охорона здоров'я та соціальна допомога — 18,3 %.